# Mannsdorf an der Donau
Mannsdorf an der Donau é um município da Áustria localizado no distrito de Gänserndorf, no estado de Baixa Áustria.